# Bryophyllum
Bryophyllum (del grec βρῦον / βρύειν bryon / bryein = brot, φύλλον phyllon = fulla) és un gènere de plantes crassulàcies. Segons altres taxonomistes es tractaria només d'una secció (Bryophyllum) del gènere Kalanchoe. Aquesta secció destaca per les petites plantetes de creixement per esqueix a la vora de les fulles. Aquestes acaben caient i arrelant. Aquests plàntules sorgeixen de la mitosi de teixit de tipus meristemàtic a les osques de les fulles.
El gènere comprèn unes vint espècies de plantes originàries de Madagascar, Àfrica, Àsia i Austràlia. Són plantes xeròfites amb fulles suculentes per a resistir l'escassedat d'aigua. Es diferencia del gènere Kalanchoe perquè té les fulles penjants i es reprodueix per bulbs i per ser vivípara.

## Taxonomia
Les espècies de Bryophyllum estan imbricades a Kalanchoe en anàlisis filogenètiques moleculars. Per tant, el Bryophyllum hauria de ser una secció de Kalanchoe en lloc d'un gènere separat.
El nombre d'espècies dins de Bryophyllum varia segons les definicions d'aquesta secció. Abans Bryophyllum incloïa no només espècies que produeixen plàntules al marge de les fulles, sinó també moltes espècies que no tenen aquest caràcter, com K. manginii i K. porphyrocalyx. Tanmateix, el Bryophyllum àmpliament definit és polifilètic. Bernard Descoings va redefinir Bryophyllum com a 26 espècies, i l'anàlisi filogenètica molecular mostra que la seva definició és gairebé monofilètica, excepte que K. beauverdii (per tant, així com el seu híbrid K. × poincarei]) i K. delagoensis (per tant, així com els seus híbrids K. × houghtonii [7] i K. × richaudii) s'han d’incloure i excloure K. pubescens. Per tant, Bryophyllum comprèn unes 30 espècies:

## Espècies més destacades
- Bryophyllum daigremontianum (Raym.-Hamet & H.Perrier) = Kalanchoe daigremontiana (Raym.-Hamet & H.Perrier): originària de Madagascar; introduïda en moltes parts d'Àfrica tropical i subtropical, Àsia (illes oceàniques), Florida i Àfrica del Sud i Pakistan.
- Bryophyllum pinnatum (Lam.) Oken = Bryophyllum calycinum Salisb. = Kalanchoe pinnata (Lam.) Pers.: originària d'Àfrica tropical, cultivada o ambientada en moltes illes del Pacífic (Tonga, Hawaii) i el Brasil.

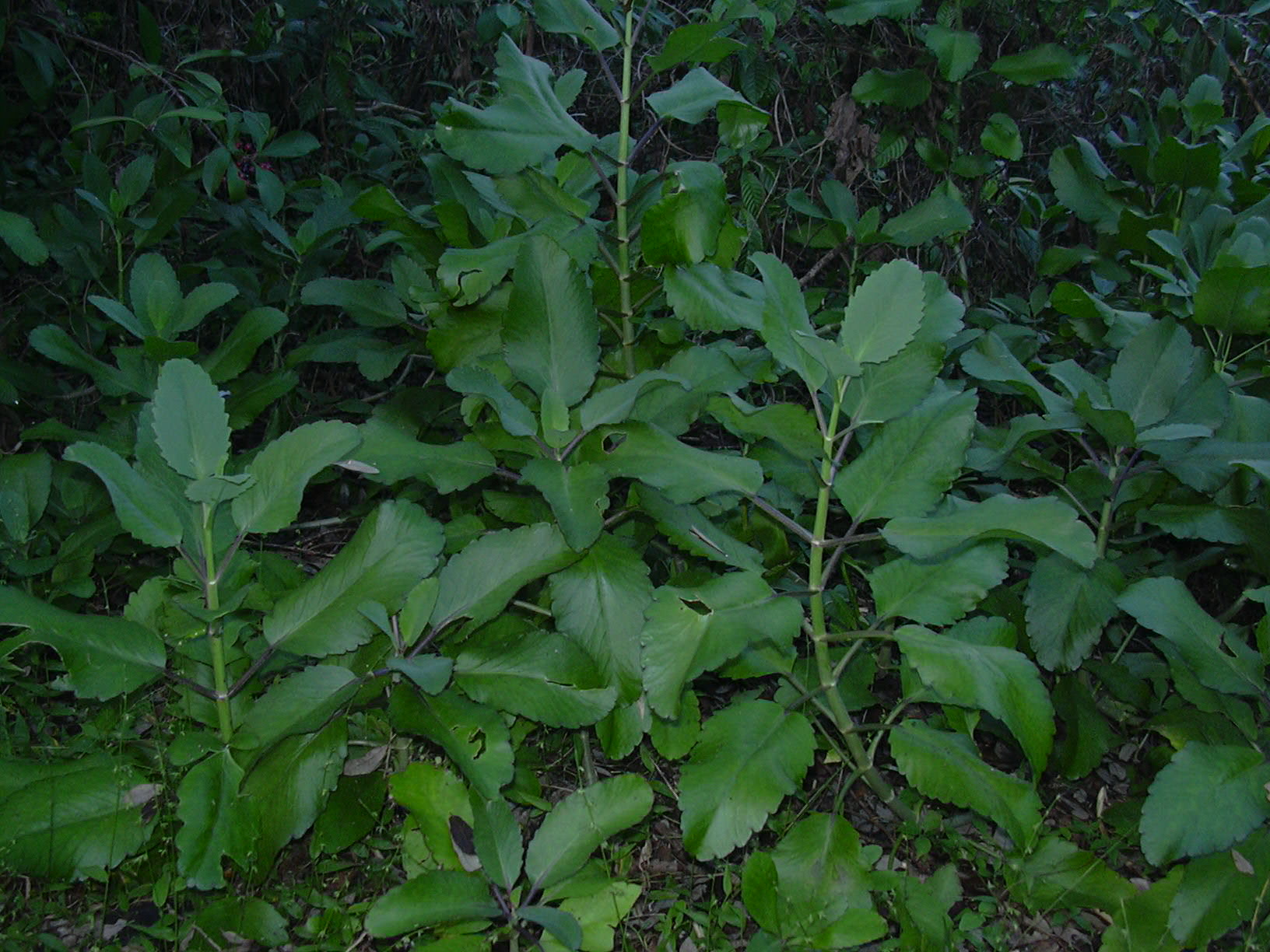
Bryophyllum calicinum

- Bryophyllum calycinum = pinnatum també anomenada "la planta de Goethe" d'ençà que Johann Wolfgang von Goethe s'hi va afeccionar.

## Usos
Algunes espècies són molt tòxiques i s'han tornat espècies invasores. També és un gènere conreat en jardineria.
N'hi ha molts híbrids com: (Bryophyllum crenatodaigremontianum = Br. crenatum x Br. daigremontianum; Bryophyllum, Houghton's Hybride = B. daigremontianum x B. delagoensis…).

## Toxicitat
Diverses espècies de Kalanchoe són econòmicament importants per causar efectes cardiotòxics en ovelles i bovins, i malalties que afecten el sistema nerviós i els músculs conegudes com a krimpsiekte ("malaltia encongiment" o "malaltia de contracció") o com a cotiledonosi. Kalanchoe pinnata pot tenir components químics similars, els alcaloides de bufadienolida.